# Nireș (okręg Kluż)
Nireș (węg. Szásznyíres) – wieś w Rumunii, w okręgu Kluż, w gminie Mica. W 2011 roku liczyła 1088 mieszkańców.